# 阿曼达·贝尔塔·多斯·桑托斯
阿曼達·貝爾塔·多斯·桑托斯（Armanda Berta dos Santos，1974年10月11日—）是東帝汶政治家，也是帝汶人民團結繁榮黨的主席。
阿曼達·貝爾塔·多斯·桑托斯是現任兩位東帝汶副總理中資歷較高的一位，自2020年5月起在東帝汶總理陶爾·馬坦·魯阿克領導的東帝汶第八屆憲政政府任職。
阿曼達·貝爾塔·多斯·桑托斯也是現任東帝汶社會團結和包容部長。

## 早年生活與教育
阿曼達·貝爾塔·多斯·桑托斯出生於葡屬帝汶（今東帝汶）阿伊納羅區馬洛阿的一個貧困農村家庭。她擁有管理碩士學位。